# جامعة تالين للتكنولوجيا
تأسست جامعة تالين للتكنولوجيا في عام 1918 ؛ استونيا ((بالإستونية: Tallinna Tehnikaülikool)‏) هي الجامعة التقنية الوحيدة في إستونيا. TalTech ، في العاصمة تالين، هي جامعة للهندسة والأعمال والإدارة العامة والشؤون البحرية. ولدى شركة TalTech كليات في تارتو وكوتلا-يارف. وعلى الرغم من الأسماء المماثلة، فإن جامعة تالين وجامعة تالين للتكنولوجيا مؤسستان منفصلتان.

## التاريخ
وفي أوائل القرن العشرين، اعترفت إستونيا بالحاجة الملحة إلى أخصائيين مهندسين مدربين محليا. وحتى ذلك الحين، تلقى الشباب من إستونيا تعليمهم المتخصص في سان بطرسبرج، ألمانيا أو ريجا. ولا بد من البحث عن فرص لكي يحصل أصحاب الفكر الهندسي على تعليم قائم على اللغة الإستونية يتلاءم مع الظروف والاحتياجات المحلية؛ واستونيا بصدد ترسيخ نفسها كبلد مستقل.
في 17 سبتمبر 1918، افتتحت جمعية الهندسة الإستونية مدرسة الهندسة القائمة على الإستونية تحت اسم دورات الهندسة الخاصة. وقد تم الاعتراف بذلك التاريخ باعتباره تاريخ تأسيس جامعة تالين للتكنولوجيا. وقدمت برامج في الهندسة الميكانيكية والكهربائية والمدنية والهيدروليكية وبناء السفن والهندسة المعمارية. في عام 1919، أصبحت المدرسة كلية تالين الخاصة للهندسة، التي أعلنت في عام 1920 مؤسسة حكومية. وأثبتت الجهود التي بذلها المدرسون لوضع مصطلحات استونية للعلوم والتكنولوجيا جدواها، ونشرت أولى الكتب الهندسية. في عام 1923، تم الدفاع عن أول أطروحات التخرج الهندسي في إستونيا. وفي نفس العام، افتتح مختبر حكومي لاختبار المواد للعمل البحثي.
وبمقتضى قانون رئيس الدولة الصادر في 15 أيلول/سبتمبر 1936، مُنحت المدرسة المركز الجامعي، وسميت بمعهد تالين التقني. كان المعهد يضم كليتين:(الهندسة المدنية والميكانيكية، والكيمياء والتعدين.) في عام 1938، كان اسم جامعة تالين التقنية (Talinna Tehnikaelikol ، TTÜ باللغة الإستونية) فعالاً. وفي عام 1940 تأسست كلية الاقتصاد، وفي عام 1958 تأسست كلية هندسة القوى، وفي عام 1965 تأسست كلية هندسة التحكم. وبعد عام 2003 أصبحت الجامعة تعرف باللغة الإنجليزية باسم جامعة تالين للتكنولوجيا.

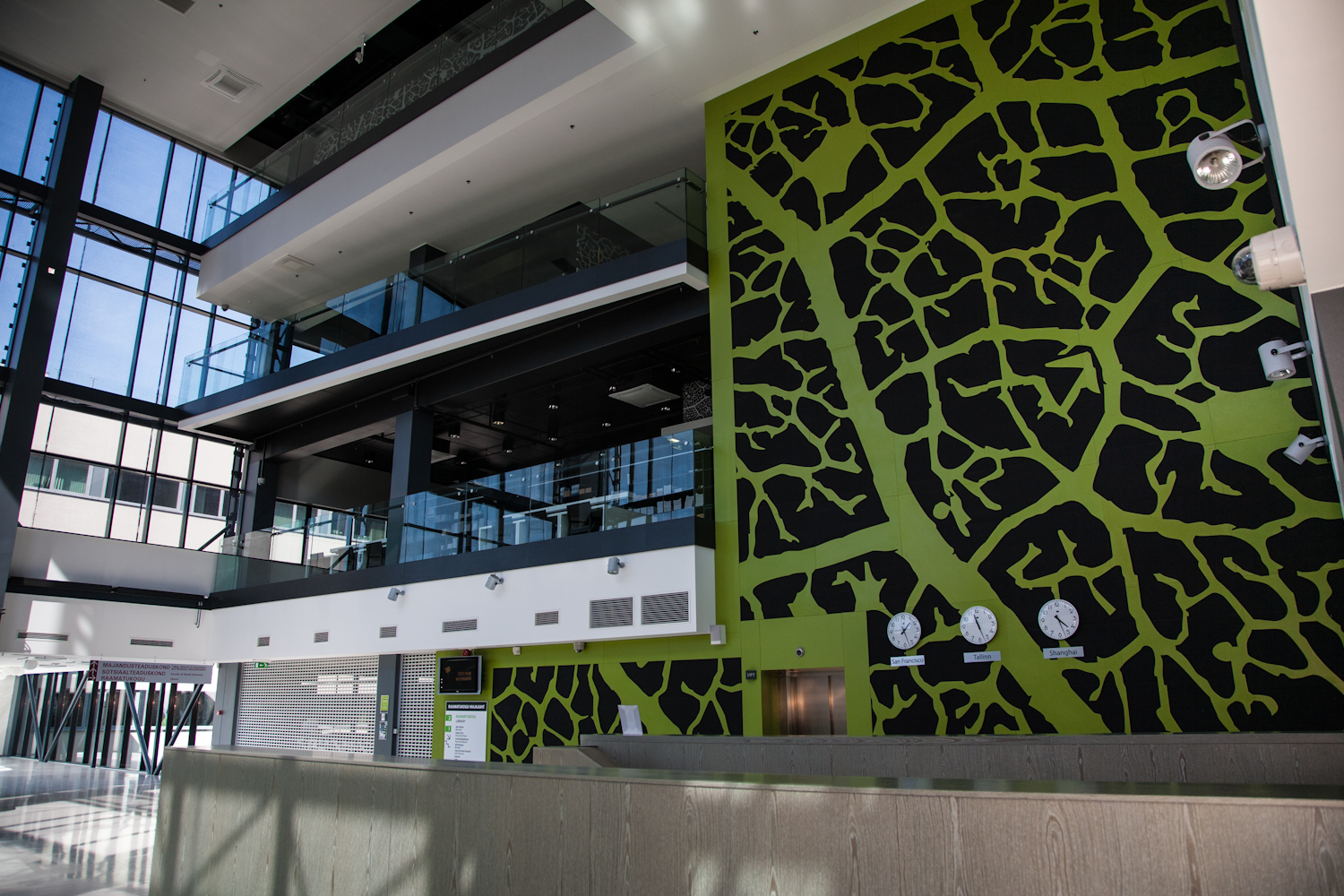
مبنى المكتبة الجديد لجامعة تالين للتكنولوجيا

في 1 يوليو 2008، استحوذت TTÜ على الجامعة الدولية اودنتيس ، التي أصبحت جزءاً من كلية الاقتصاد وإدارة الأعمال، باستثناء كلية الحقوق التي انضمت إلى كلية العلوم الاجتماعية. في عام 2014 تم توقيع اتفاق لدمج الأكاديمية البحرية الإستونية مع TTÜ.
في 16 نوفمبر 2016، وقعت TTÜ وكلية تكنولوجيا المعلومات الإستونية اتفاقية الاندماج. منذ 1 أغسطس 2017، كلية تكنولوجيا المعلومات هي جزء من TTÜ.
في 17 سبتمبر 2018، اعتمدت جامعة تالين للتكنولوجيا اسم قصير جديد TalTech ، لتحل محل المختصرات السابقة مثل TTÜ ، TUT و TTU.

## تالتيك (TalTeck) في يومنا هذا

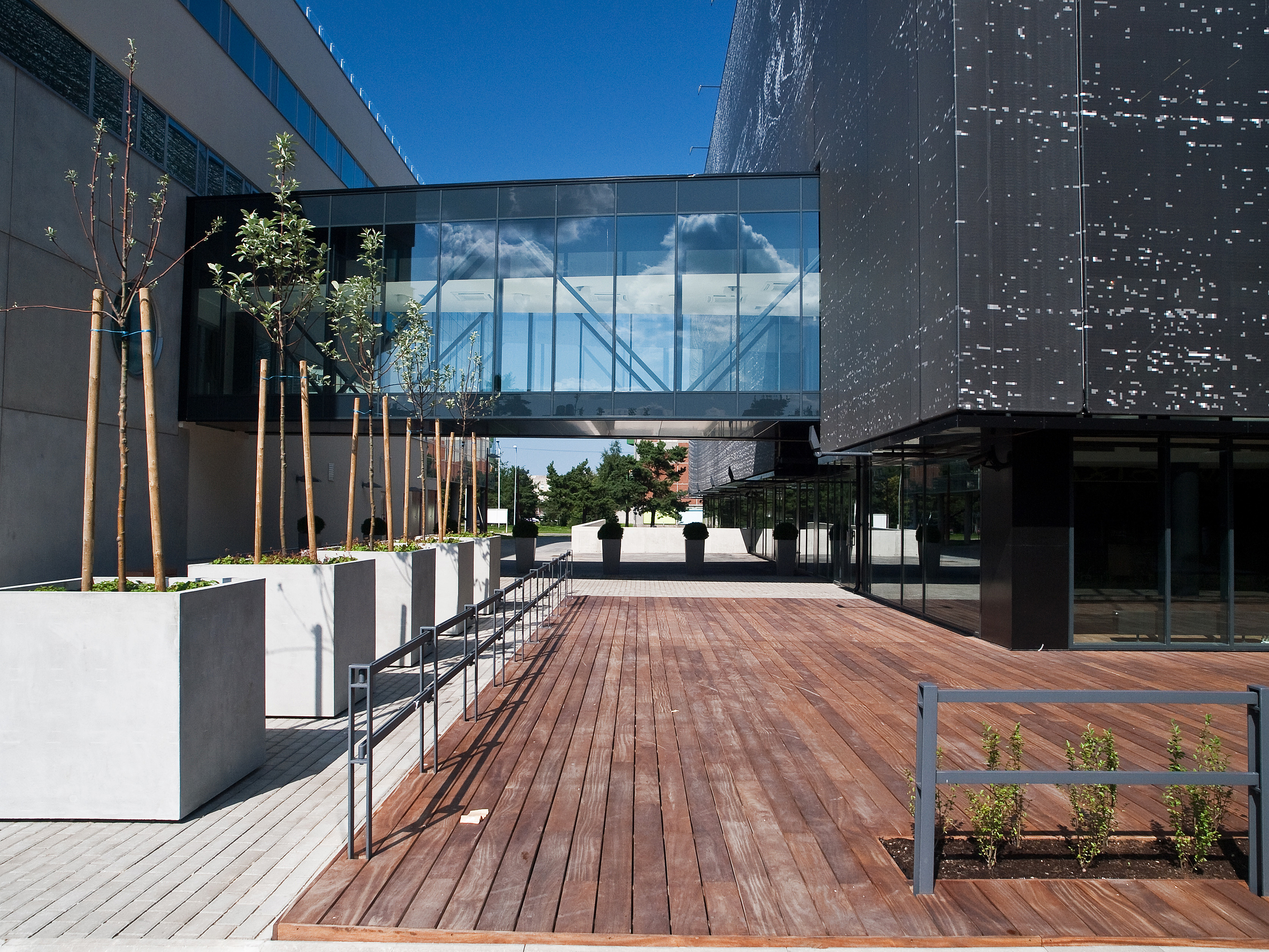
حرم جامعة تالين للتكنولوجيا

وهناك ما يزيد على 30 برنامجاً من برامج الشهادات الدولية المعتمدة اعتماداً كاملاً (4 برامج البكالوريوس و 18 برنامجاً من برامج الماجستير و 10 برامج للدكتوراه) متاحة بالكامل باللغة الإنكليزية.
وتقوم شركة TalTech بإجراء البحوث وتطوير تطبيقات التكنولوجيا المتقدمة في العديد من المجالات:
- الكيمياء العضوية والتحليلية (كيمياء)
- التكنولوجيا الحيوية الغذائية والبيولوجيا العصبية (التكنولوجيا الحيوية)
- الجيولوجيا (علوم الأرض)
- أبحاث محولات الطاقة (إلكترونيات القوى)
- مواد الخلايا الشمسية والمواد الثلاثية (علوم المواد)
- أبحاث أنظمة الكمبيوتر والروبوتات الحيوية (ICT)
- مبنى طاقة شبه معدوم (هندسة مدنية)
- الإدارة العامة (العلوم الاجتماعية)

## المراتب

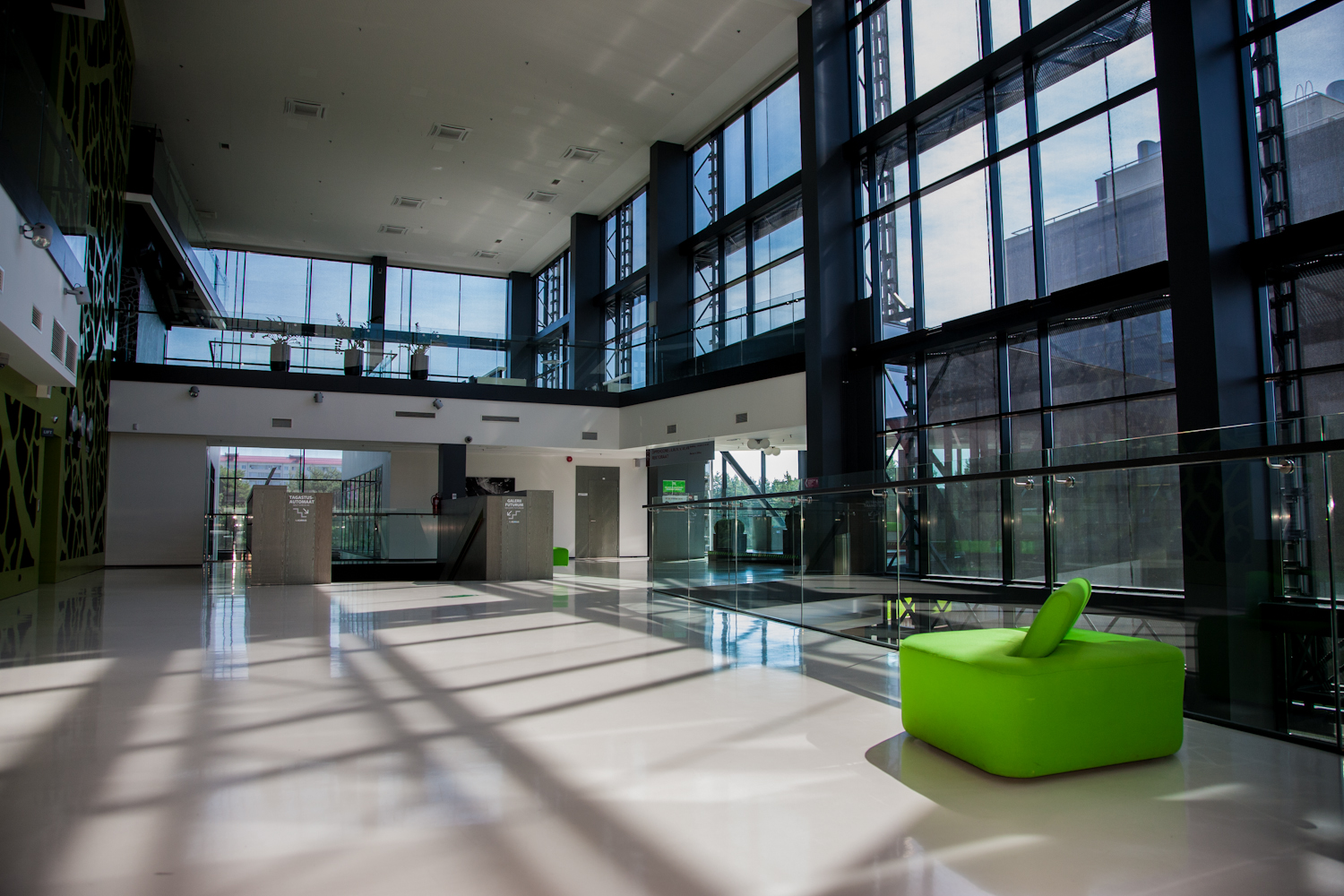
مدخل المكتبة

جامعة تالين للتكنولوجيا هي ثالث أعلى جامعة مرتبة في دول البلطيق، حيث وضعت في المرتبة 601-800 في تصنيف جامعة تايمز للتعليم العالي العالمي 2016-17 وفي المرتبة 601-650 في تصنيف جامعة QS العالمية (خلف جامعة تارتو وجامعة فيلنيوس). وفي تصنيف جامعة QS لأوروبا الشرقية وآسيا الوسطى 2021، احتلت شركة TalTech المرتبة 31، مما جعلها ضمن أفضل عشر جامعات تقنية في المنطقة وتأكيدا لوضعها كأفضل جامعة تقنية في البالطيق.

## الكليات
- كلية الهندسة: العميد فيودور سيرجيف
- كلية إدارة الأعمال والحوكمة: عميد الكلية أ.د. إين ليسترا
- كلية العلوم: عميد البروفيسور. أندروس سالوبير
- كلية تكنولوجيا المعلومات: عميد البروفيسور. غيرت جيرفان
- الأكاديمية البحرية الإستونية: مدير روميه لايجر

## الاقسام
- قسم نظم الحاسوب: المخرج مارجوس كروس
- قسم علوم البرمجيات: المخرج ماركو كاراميس
- قسم التقنيات الصحية: مدير أ.د. كالجو ميغاس
- Thomas Johann Seebeck قسم الإلكترونيات: المخرج Laur Lemendik
- كلية تكنولوجيا المعلومات: المدير كالي تميماي
- قسم الهندسة المدنية والعمارة: مدير أ.د. جاريك كورنيتسكي
- قسم هندسة القوى الكهربائية والميكاترونكس: مدير أ.د. إيفو بالو
- قسم تكنولوجيا الطاقة: مدير أ.د. أندريس سيردي
- قسم المواد وتكنولوجيا البيئة: مدير أ.د. مالي كرونكس
- قسم الهندسة الميكانيكية والصناعية: مدير أ.د. كريستو كارجست
- كلية تارتو: المدير أ.د. ليمبيت ني
- فيروما الكلية: مدير ماري Roosileht
- المركز الإستوني لعلم أصول التدريس الهندسي: رئيس المركز Tiia Rüütmann
- قسم الجيولوجيا: مدير أ.د. أوله تلميحات
- قسم الكيمياء والتكنولوجيا الحيوية: مدير Ivar Järving
- قسم علم التحكم الآلي: القائم بأعمال المدير أ. جان جانو
- قسم الأنظمة البحرية: مدير Rivo Uiboupin
- قسم الاقتصاد والمالية: مدير أ.د. قدري ماناسو
- راجنار نوركسي ، قسم الابتكار والحوكمة: مدير أ.د. اركي كارو
- قسم القانون: مدير أ.د. تانيل كيريكماي
- قسم ادارة الاعمال: مدير ماري افارما

## برامج الشهادات الدولية باللغة الإنكليزية
وتدويل التعليم العالي هو أحد الأهداف الاستراتيجية الرئيسية لجامعة تالين للتكنولوجيا. وتقدم الجامعة أكثر من 30 برنامجا للدرجات العلمية باللغة الإنكليزية، منها 4 برامج للبكالوريوس ، و 18 برنامجا للماجستير ، و 9 برامج للدكتوراه.

### برامج البكالوريوسفي اللغة الإنجليزية
- هندسة الأمن السيبراني (البكالوريوس)
- إدارة الأعمال الدولية (BA)
- القانون (بكالوريوس)
- الهندسة المتكاملة (البكالوريوس)

### برامج الماجستيرفي اللغة الإنجليزية
- الأمن السيبراني (ماجستير)
- الإلكترونيات التواصلية (ماجستير)
- هندسة الحاسب والنظم (ماجستير)
- تقنيات وخدمات الحوكمة الإلكترونية (ماجستير)
- الصحة الرقمية (ماجستير)
- هندسة البرمجيات (ماجستير)
- إدارة الأعمال الدولية (MBA)
- إدارة ريادة الأعمال (MBA)
- القانون (ماجستير)
- حوكمة التكنولوجيا والتحول الرقمي (MA)
- ابتكار القطاع العام والحوكمة الإلكترونية (ماجستير)
- الهندسة الصناعية والإدارة (ماجستير)
- الهندسة البيئية والإدارة (ماجستير)
- العقود الآجلة للتصميم والتكنولوجيا (ماجستير)
- المواد والعمليات من أجل الطاقة المستدامة (ماجستير)
- تكنولوجيا الخشب والبلاستيك والمنسوجات (ماجستير)
- ميكاترونكس (ماجستير)
- الفيزياء التطبيقية (ماجستير)

### برامج الدكتوراهباللغة الإنجليزية
- البناء والهندسة المدنية والعمارة
- تكنولوجيا المواد الكيميائية
- الكيمياء والتكنولوجيا الحيوية
- الاقتصاد وإدارة الأعمال
- هندسة القوى الكهربائية والميكاترونكس
- تكنولوجيا المعلومات والاتصالات
- العلوم الفيزيائية
- الإدارة العامة
- مهندس ميكانيكى

## الخريجين
وإلى جانب النخبة التكنولوجية الكاملة في استونيا، يضم الخريجون العديد من الصناعيين ورجال الأعمال، بما في ذلك هاردي ميباوم، الرئيس التنفيذي وأحد المؤسسين المشاركين لمنظمة جرابكاد؛ وتوماس لومان، رئيس الغرفة التجارية الإستونية؛ وتيت فاهي، رئيس الوزراء السابق والصناعي البارز، وكذلك تافي كوتكا، كبير موظفي الإعلام السابقين في الحكومة الإستونية ورئيس برنامج الإقامة الإلكترونية، ويوري راتاس، رئيس وزراء إستونيا السابق. كما أن نائب الرئيس والرئيس السابق لأكاديمية العلوم الإستونية، يوري إنغلبريخت، هو خريج من جامعة تالتيك.

## الجامعات الشريكة
والتعاون، لا سيما مع الجامعات الأوروبية، الأكثر تركيزا على تطوير المناهج الدراسية والتعاون في المشاريع وإقامة الشبكات. وفي أوروبا، يجري تنظيم تنقل الطلاب والموظفين أساسا في إطار برنامج إيراسموس. مجموعة مختارة من الشراكات على نطاق الجامعة:
1. ↑   https://eua.eu/about/member-directory.html. اطلع عليه بتاريخ 2019-07-16. {{استشهاد ويب}}: |url= بحاجة لعنوان (مساعدة) والوسيط |title= غير موجود أو فارغ (من ويكي بيانات) (مساعدة)
2. ↑   https://cetaf.org/members/cetaf-members. {{استشهاد ويب}}: |url= بحاجة لعنوان (مساعدة) والوسيط |title= غير موجود أو فارغ (من ويكي بيانات) (مساعدة)
3. ↑  "Tallinn University of Technology". [Archimedes Foundation], Study in Estonia. مؤرشف من الأصل في 2012-05-24.
4. ↑  Tehnikaülikool, Tallinna. "History". www.ttu.ee (بالإنجليزية). Archived from the original on 2019-03-27. Retrieved 2019-02-05.
5. ↑  "TTÜ and the IT College signed a merger agreement". Tallinn University of Technology. مؤرشف من الأصل في 2018-09-17. اطلع عليه بتاريخ 2016-11-25.
6. ↑  "Tallinn University of Technology to adopt short name TalTech". Tallinn University of Technology. مؤرشف من الأصل في 2019-02-07. اطلع عليه بتاريخ 2019-02-05.
7. ↑  "Tallinn University of Technology Profile". Times Higher Education World University Rankings. مؤرشف من الأصل في 2021-11-22. اطلع عليه بتاريخ 2017-04-11.
8. ↑  "Tallinn University of Technology Rankings". QS Top Universities. مؤرشف من الأصل في 2018-09-17. اطلع عليه بتاريخ 2017-04-11.
9. ↑  "Eastern Europe and Central Asia Rankings 2021". QS University Rankings. مؤرشف من الأصل في 2021-11-02. اطلع عليه بتاريخ 2021-02-25.
10. ↑  "Bachelor's studies". Tallinn University of Technology. مؤرشف من الأصل في 2021-03-24. اطلع عليه بتاريخ 2021-02-25.
11. ↑  "Master's studies". Tallinn University of Technology. مؤرشف من الأصل في 2021-03-24. اطلع عليه بتاريخ 2021-02-25.
12. ↑  "PhD Programmes" (بالإنجليزية). Tallinn University of Technology. Archived from the original on 2021-05-08. Retrieved 2021-02-25.
13. ↑  "TalTech partner universities". Tallinn University of Technology. مؤرشف من الأصل في 2021-05-08. اطلع عليه بتاريخ 2021-02-25.

## روابط خارجية
- Tallinn University of Technology